# مارتن بي. مادن
مارتن بي. مادن هو شخصية أعمال وسياسي أمريكي، ولد في 21 مارس 1855 في Wolviston ‏ في المملكة المتحدة، وتوفي في 27 أبريل 1928 في واشنطن العاصمة في الولايات المتحدة. نشط حزبياً في الحزب الجمهوري. وقد انتخب عضو مجلس النواب الأمريكي ‏.